# Yeniköy, Gümüşhacıköy
Yeniköy là một xã thuộc huyện Hamamözü, tỉnh Amasya, Thổ Nhĩ Kỳ.